# Scott Edward Parazynski
Scott Edward Parazynski dr. (Little Rock, Arkansas, 1961. július 28. –) amerikai orvos, űrhajós.

## Életpálya
1983-ban a Stanford Egyetemen biológiából kapott diplomát. A nemzeti szánkó csapatának tagja, kiváló hegymászó. 1989-ben NASA ösztöndíjasként ugyanott kitüntetéssel orvosi diplomát szerzett. Rendelkezik kereskedelmi és hidroplán vezetői jogosítvánnyal, illetve fedélzeti mérnök vizsgával. Több mint 2500 órát tartózkodott a levegőben.
1992. március 31-től a Lyndon B. Johnson Űrközpontban részesült űrhajóskiképzésben. Kiképzésben részesült a Jurij Gagarin Űrhajóskiképző Központban is, de nagy magassága miatt (a Szojuz űrhajóban, a Mir űrállomáson) nem tudtak helyet biztosítani számára. Öt űrszolgálata alatt összesen 57 napot, 15 órát és 34 percet (1383 óra) töltött a világűrben. Szolgálata alatt hét űrsétát (kutatás, szerelés) végzett, 47 órát tartózkodva az űrrepülőgépen kívül. A második amerikai űrhajós, aki egy szolgálati időben 4 űrsétát végzett. Űrhajós pályafutását 2009. március 13-án fejezte be.

## Űrrepülések
- STS–66, a Atlantis űrrepülőgép 13. repülésének küldetésfelelőse. A legénység feladata volt az Atmospheric Laboratory for Applications and Sciences–3 (ATLAS–03) – légkörkutató program teljesítése. Spacelab mikrogravitációs laboratóriumban elvégezni az előírt programot. Első űrszolgálata alatt összesen 10 napot, 22 órát és 34 percet (262 óra) töltött a világűrben. 7 330 226 kilométert (4 554 791 mérföldet) repült, 174 kerülte meg a Földet.
- STS–86, az Atlantis űrrepülőgép 20. repülésének küldetésfelelőse. A 7. randevú a Mir űrállomással, utánpótlás (élelmiszer, víz, műszerek, eszközök) szállítása. Legénység csere, valamint első amerikai űrséta (kutatás, szerelés) az űrállomásról. Második űrszolgálata alatt összesen 10 napot, 19 órát és 22 percet (259 óra) töltött a világűrben. Egy űrséta (kutatás, szerelés) során 5 óra 1 perces időtartamban tevékenykedett Vlagyimir Georgijevics Tyitov társaságában. 7 000 000 kilométert (4 300 000 mérföldet) repült, 170 kerülte meg a Földet.
- STS–95, a Discovery űrrepülőgép 25. repülésének küldetésfelelőse. Tesztelték a Hubble űrtávcső működését. A beépített RMS manipulátor kart működtette. Harmadik űrszolgálata alatt összesen 8 napot, 21 órát és 44 percet (213 óra) töltött a világűrben. 5 800 000 kilométert (3 600 000 mérföldet) repült, 135 kerülte meg a Földet.
- STS–100, a Endeavour űrrepülőgép 16. repülésének küldetésfelelőse.. 9. küldetés az ISS-re. A kísérleti és kutatási feladatokon túl sikeresen telepítették a Nemzetközi Űrállomásra (ISS) a Canadarm2 (SSRMS) robotkart. Negyedik űrszolgálata alatt összesen 11 napot, 21 órát és 31 percet (285 óra) töltött a világűrben. Kettő űrséta (kutatás, szerelés) alatt 14 óra és 50 percet töltött a világűrben. 7 900 000 kilométert (4 900 000 mérföldet) repült, 186 kerülte meg a Földet.
- STS–120 a Discovery űrrepülőgép 34. repülésén küldetésfelelőse. Az Olaszország által készített Harmony modult szállította az ISS űrállomásra, majd űrhajósai űrsétával (kutatás, szerelés) pozíciójába helyezték. Ötödik űrrepülésén összesen 15 napot, 2 órát és 23 percet (362 óra) töltött a világűrben. Négy űrséta (kutatás, szerelés) alatt 27 óra 14 percet töltött a világűrben. Megjavította az egyik sérült napelemtáblát. 10 050 000 kilométert (6 200 000 mérföldet) repült, 238 kerülte meg a Földet.